# تتالي (فن)

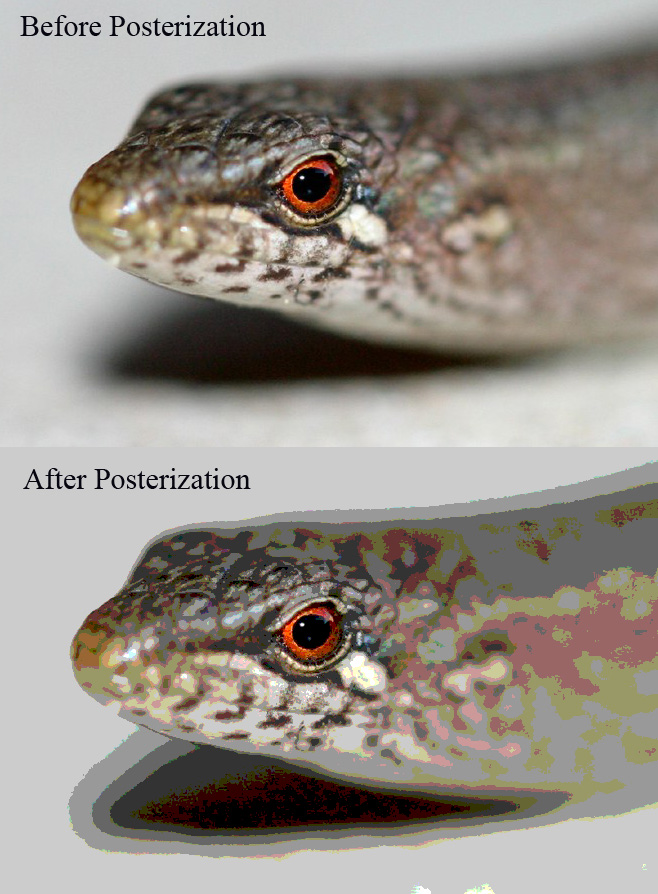
مثال على صورة في تنسيق JPEG(لون 24 بت أو 16.7 مليون لون) قبل عملية التتالي، بالمقارنة مع النتيجة بعد حفظها في تنسيق GIF (256 لونًا). يحدث التتالي عبر الصورة، ولكن يكون واضحًا بشكل أكبر في المناطق ذات التغيير الدقيق في الدرجة.

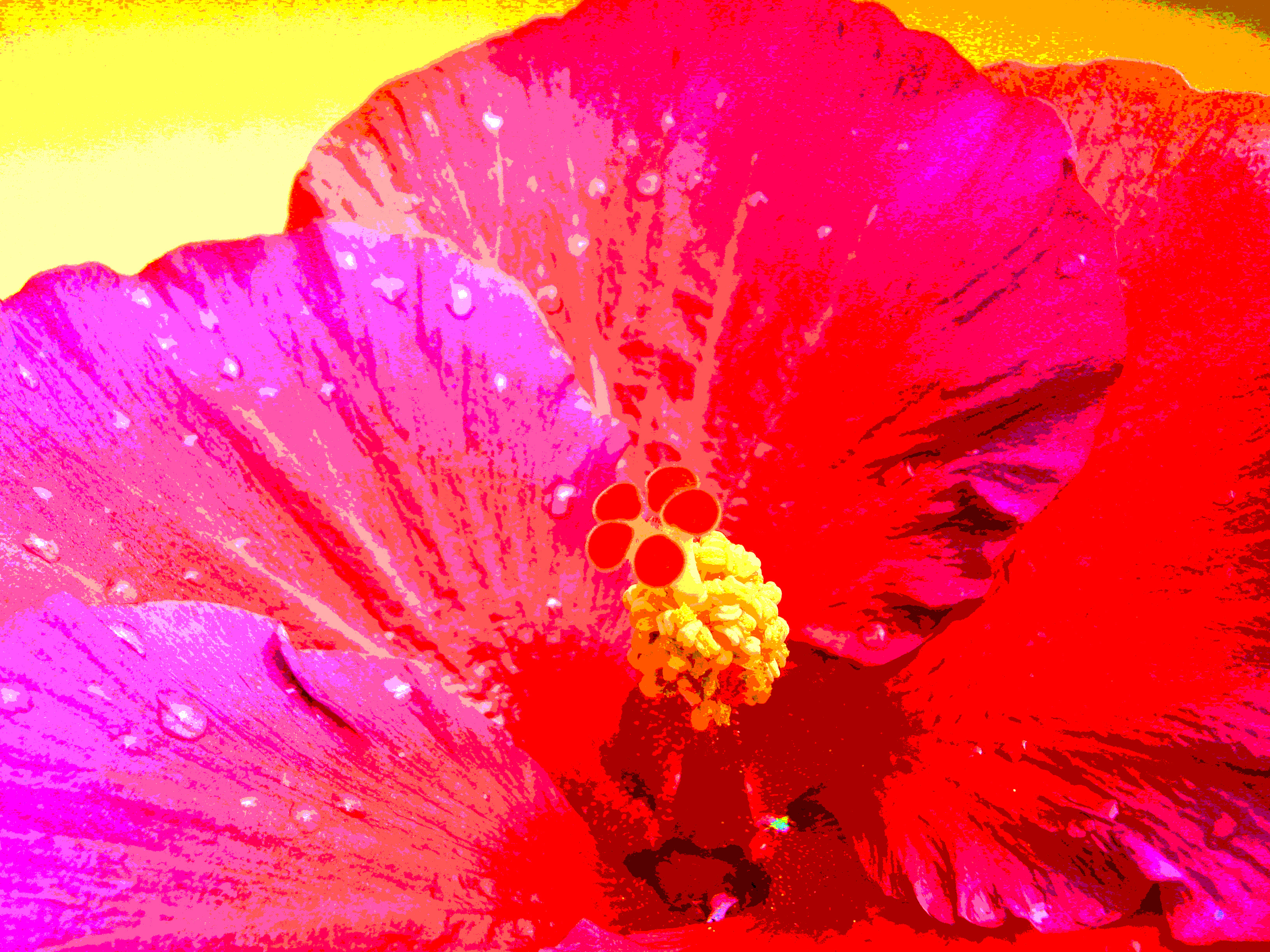
صورة ملصقة للكركديه

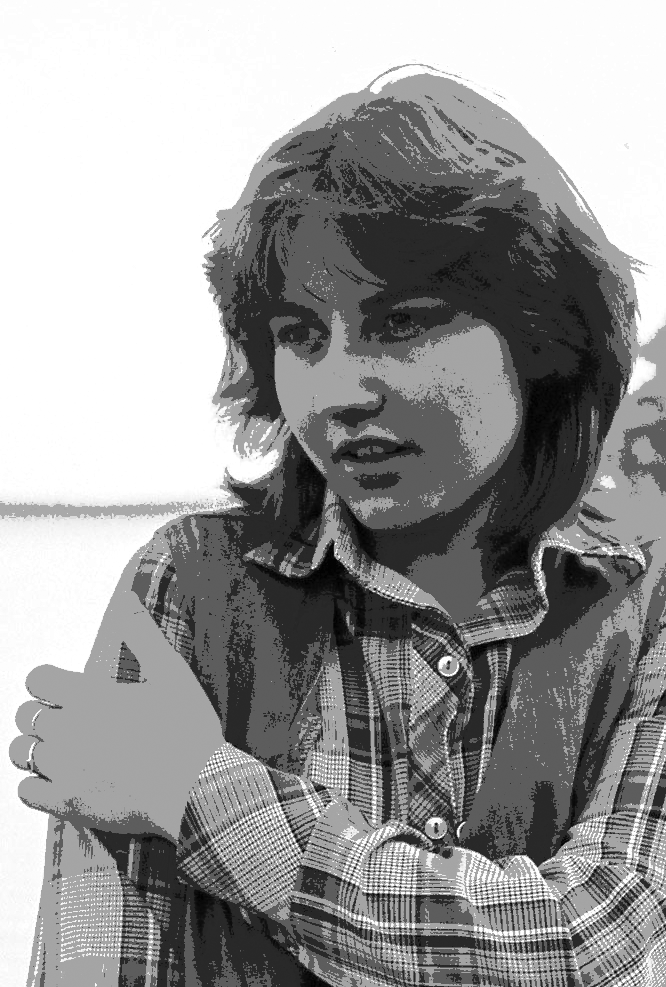
صورة ملصقة

التتالي أو البوستيريزيشن (بالإنجليزية: Posterization)‏، هو عملية تحويل تدرج مستمر في الصورة إلى عدة مناطق ذات درجات أقل، مما يؤدي إلى حدوث تغييرات مفاجئة من درجة إلى أخرى. كان يُجرى هذا في الأصل باستخدام عمليات تصويرية لإنشاء الملصقات. يمكن القيام به الآن إما تصويريًا أو باستخدام معالجة الصور الرقمية، وقد يكون عمدًا أو عارضًا ناتجًا عن تكميم الألوان. يعتبر البوستيريزيشن غالبًا الخطوة الأولى في تحويل الصورة إلى صورة متجهة (تتبع) لإنشاء رسوميات متجهية.

## أسبابها
قد يجري إنشاء تأثير التتالي عن قصد، أو قد يحدث عن طريق الخطأ. توفر معظم برامج تحرير الصور ميزة التتالي للحصول على التأثير الفني، أو يمكن استخدام عمليات التصوير الفوتوغرافي.
قد يحدث التتالي غير المرغوب فيه، والمعروف أيضًا باسم تنطيق الألوان، عندما يكون عمق اللون (الذي يُطلق عليه أحيانًا عمق البت) غير كافٍ لأخذ عينة دقيقة من التدرج المستمر لدرجة اللون. فيظهر نتيجة لذلك التدرج المستمر كسلسلة من الخطوات المنفصلة أو نطاق من الألوان، ومن هنا جاء الاسم. عند مناقشة شاشات البكسل الثابتة، مثل شاشات عرض البلورة السائلة (إل سي دي) والبلازما، يُشار إلى هذا التأثير باسم الكنتوري الزائف. يمكن أن يؤدي الضغط في تنسيقات الصور مثل جيه بيه إي جي أيضًا إلى التتالي عند ضغط التدرج السلس للون، أو السطوع في كتل كمية منفصلة ذات تدرجات متدرجة. قد تتفاقم النتيجة بشكل أكبر من خلال الوهم البصري، الذي يسمى وهم نطاق ماخ، حيث يبدو أن كل نطاق له تدرج في الشدة في الاتجاه المعاكس للتدرج العام. قد تُحَل هذه المشكلة جزئيًا باستخدام ثبات الألوان .

## عملية تصوير فوتوغرافي
التتالي، هو عملية في تطوير الصور تحول الصور العادية إلى صورة تتكون من مناطق متميزة ولكن مسطحة من درجات أو ألوان مختلفة. غالبًا ما تكون للصورة الملصقة نفس المظهر العام، ولكن تُستبدل أجزاء من الصورة الأصلية التي كانت تظهر انتقالات تدريجية بتغييرات مفاجئة في الظلال والتدرج من منطقة لون إلى أخرى. طباعة التتالي من الأبيض والأسود تتطلب فصل الكثافة، حيث تُطبع على نفس قطعة الورقة لإنشاء الصورة الكاملة. يمكن إنشاء الفصل عن طريق الكثافة أو اللون باستخدام تعرضات مختلفة. يمكن إنشاء فصول الكثافة عن طريق طباعة ثلاث نسخ من نفس الصورة، كل منها بزمن تعرض مختلف سيُدمج للحصول على الصورة النهائية.

## تطبيقات
عادةً ما يُستخدم التتالي لتتبع الخطوط الكنتورية، وتحويل الصور الواقعية إلى صور متجهة. يبدأ هذا العملية بتتبع الصورة باستخدام 1 بت لكل قناة وتتقدم إلى 4 بت لكل قناة. مع زيادة عدد البت لكل قناة، يزيد عدد مستويات الإضاءة التي يمكن أن يعرضها لون معين.
قد يفكر الفنان البصري، الذي يواجه رسمًا خطيًا تالف من خلال عملية ضغط JPEG، في إضافة الصورة كخطوة أولى لإزالة الرسوم الجانبية الموجودة على حواف الصورة.

## وقت التتالي
التتالي الزمني، هو التأثير المرئي الناتج عن تقليل عدد إطارات في الفيديو، دون تقليل الوقت الإجمالي الذي يستغرقه الفيديو للتشغيل. يقارن ذلك بالتتالي العادي، حيث تُقلل عدد التغييرات اللونية الفردية دون التأثير على النطاق الإجمالي للألوان. يكون تأثير الحركة مشابهًا لتأثير ضوء الستروب الوامض، ولكن بدون التباين بين السطوع والظلام. على عكس التقنية التقليدية لنقل الإطارات، يُتَخلص من الإطارات غير المستخدمة في التتالي الزمني ببساطة، ويكون من المقصود أن يكون واضحًا (لفترة أطول من فترة الرؤية التي تعتمد عليها الفيديوهات والأفلام بشكل عام). تظهر الصور المتحركة (GIF) في كثير من الأحيان بتأثير التتالي بسبب معدل الإطارات المنخفض عادةً.
بشكل أكثر تنظيماً، يعتبر هذا هو الاختزال في البعد الزمني، لأنه يقلل من دقة الإدخال، وليس معدل البت (دقة الإخراج، كما هو الحال في التتالي).
الحركة المتقطعة الناتجة تعتبر شكلًا زمنيًا لظاهرة "التعرج"؛ وبشكل رسمي، تعتبر أحد أشكال الاسترداف. قد يكون هذا التأثير هو الهدف المقصود، ولكن لتقليل معدل الإطار دون إدخال هذا التأثير، يمكن استخدام مكافحة التنميط الزمنية، مما يؤدي إلى ضبابية الحركة.
قارن هذا مع تمديد الزمن (Time Stretching) الذي يضيف إطارات إضافية.

## أنظر أيضا
- الاختزال
- تكميم